# Itinéraire de randonnée
Ne doit pas être confondu avec Sentier de randonnée.

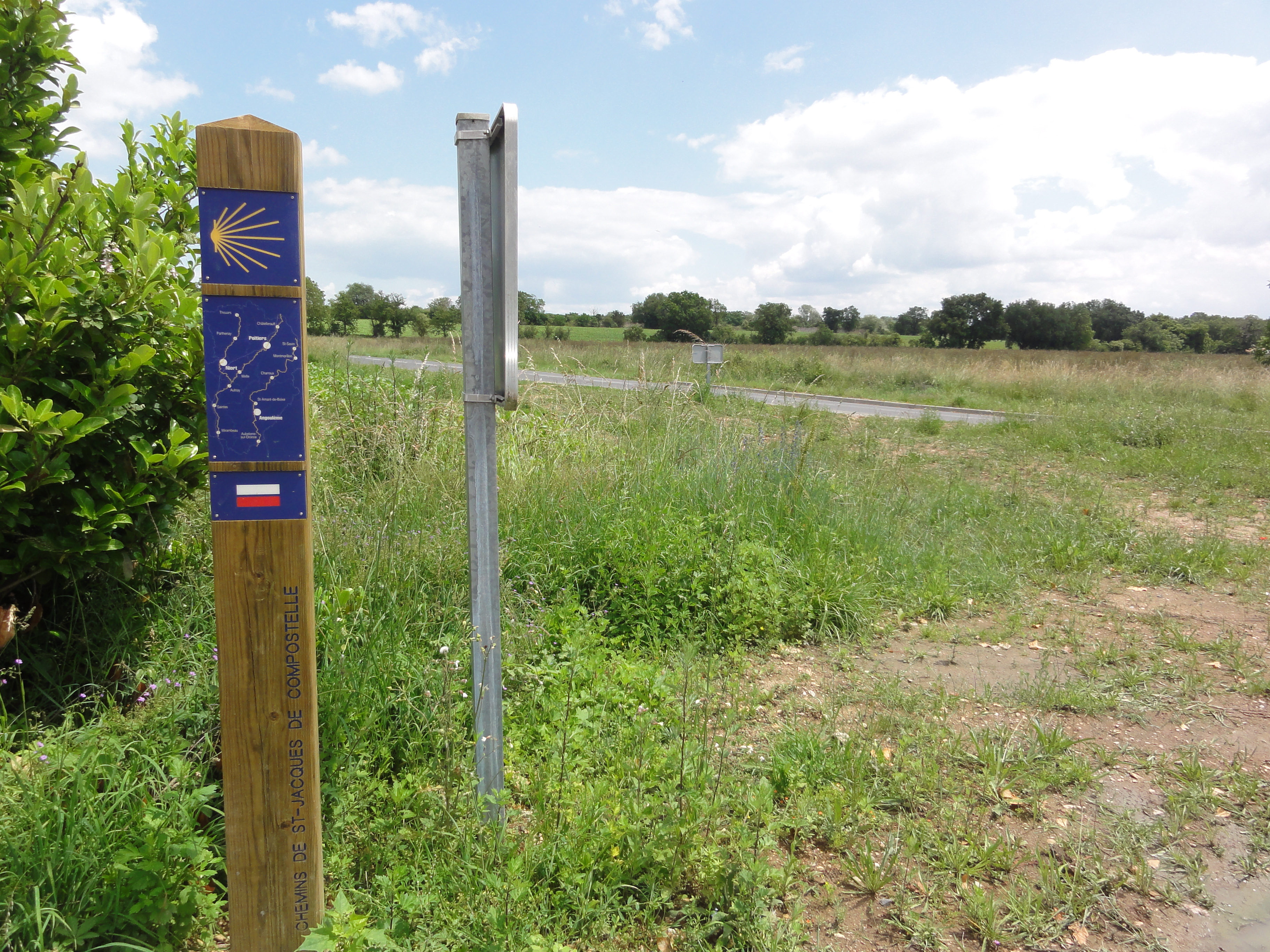
Balisage et panonceaux de la Via Turonensis, l'un des chemins de Compostelle, à Cenon-sur-Vienne, en France.

Un itinéraire de randonnée est un itinéraire décrit par un organisme dans un but de randonnée — principalement pédestre mais aussi à VTT ou à vélo, à cheval, avec un âne, à roller, à ski — ou de trail. Un itinéraire de randonnée n'emprunte pas nécessairement un sentier de randonnée mais parfois aussi des chemins, routes et rues.
Les plus connus des itinéraires sont les chemins de Compostelle, les sentiers de grande randonnée et les sentiers européens de grande randonnée mais il existe également les sentiers de grande randonnée de pays, sentiers du patrimoine ou encore des itinéraires locaux de petite randonnée et de balades, généralement thématiques sur l'histoire, la faune et la flore ou encore la géologie.

## Caractéristiques

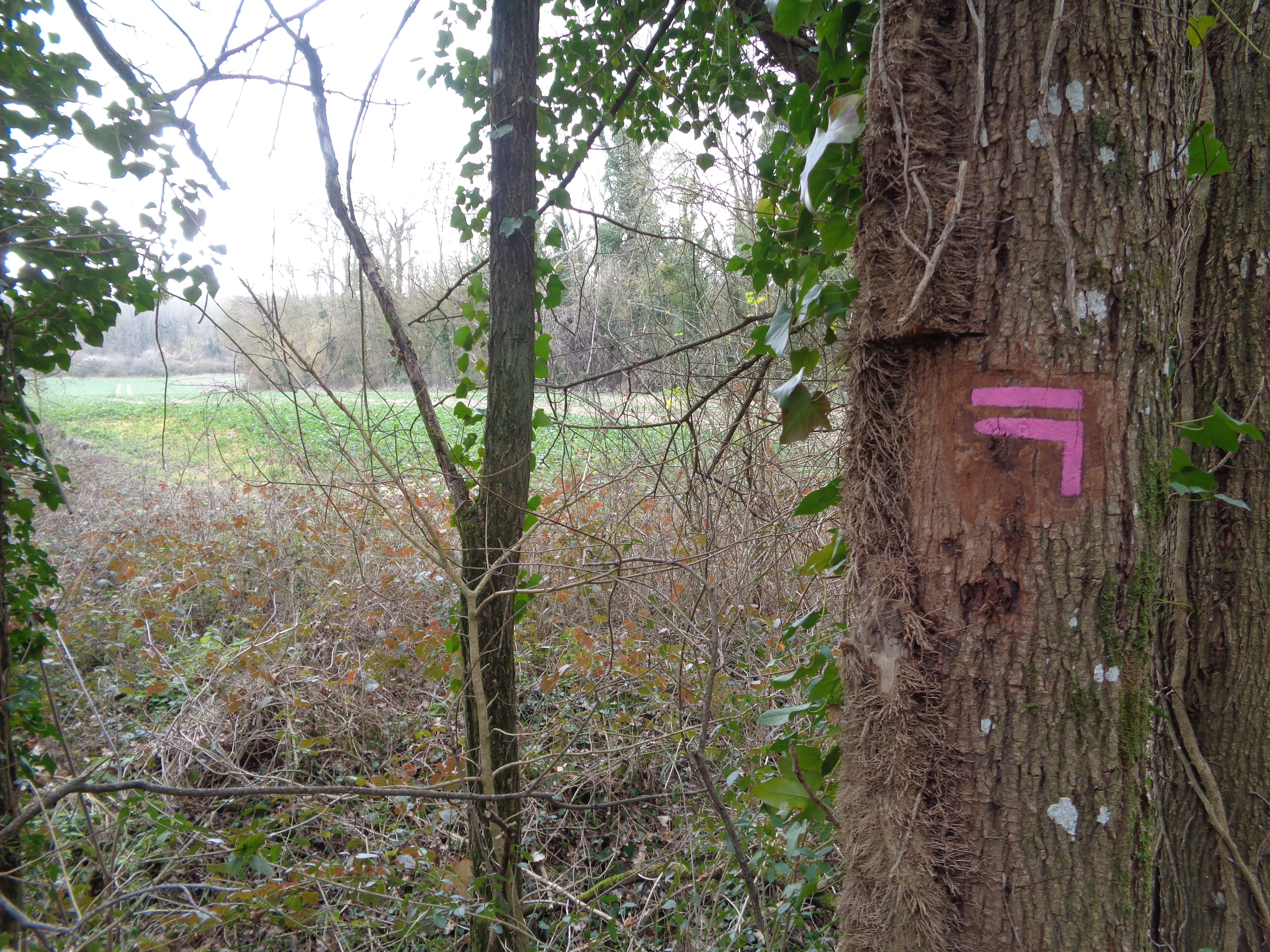
Balisage d'un itinéraire de petite randonnée en Île-de-France : cette signalisation indique de tourner à gauche pour suivre l'itinéraire.

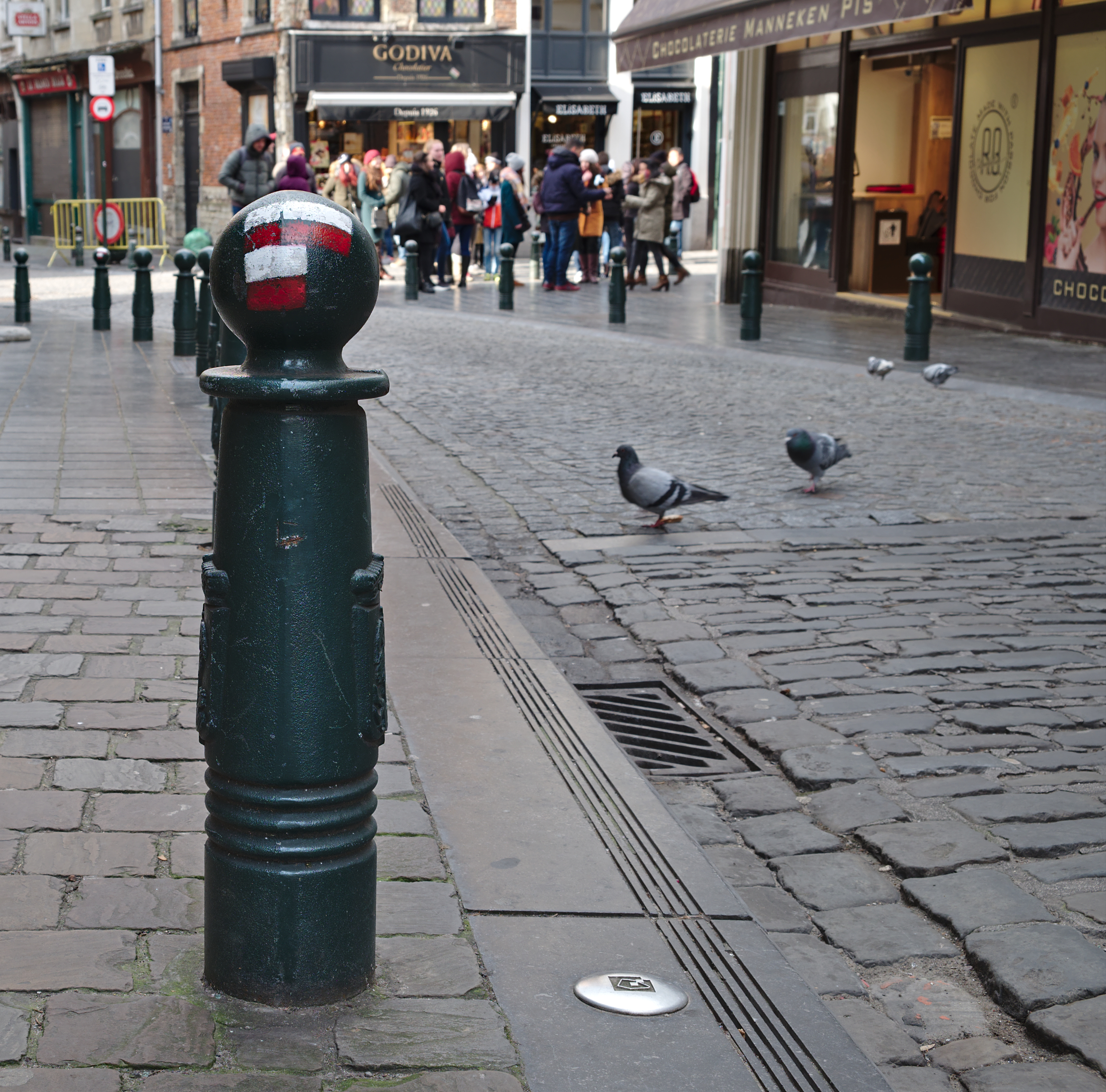
Marquage du sentier de grande randonnée 12 en pleine rue à Bruxelles en Belgique.

Si les itinéraires de randonnée sont généralement appelés « sentiers » car situés en pleine nature, ils peuvent également emprunter d'autres types de voie comme des chemins, des routes ou des rues, notamment sur des courtes sections afin de traverser des zones urbanisées. Certaines itinéraires sont toutefois situés en quasi-totalité en zone urbaine ou péri-urbaine et n'empruntent des sentiers que sur de courtes distances comme le sentier de grande randonnée 2013 en zones urbaines et péri-urbaines dans les Bouches-du-Rhône ou encore le sentier de grande randonnée 2024 situé intégralement en zone urbaine à Paris. À l'inverse, certains sentiers de randonnée ne font partie d'aucun itinéraire comme celui montant au Monte Rotondo en Corse ou ne forment qu'une partie de celui-ci tel le Grand Balcon Sud en Haute-Savoie. Des modifications d'itinéraires peuvent arriver pour des raisons diverses et des variantes sont parfois proposées. Il existe donc une distinction entre l'infrastructure (sentier, chemin, route) et le concept de trajet (itinéraire).
La très grande majorité des itinéraires de randonnée sont balisés et/ou fléchés mais certains ne le sont pas tels le Skye Trail au Royaume-Uni ou encore la Laugavegur en Islande.

## France

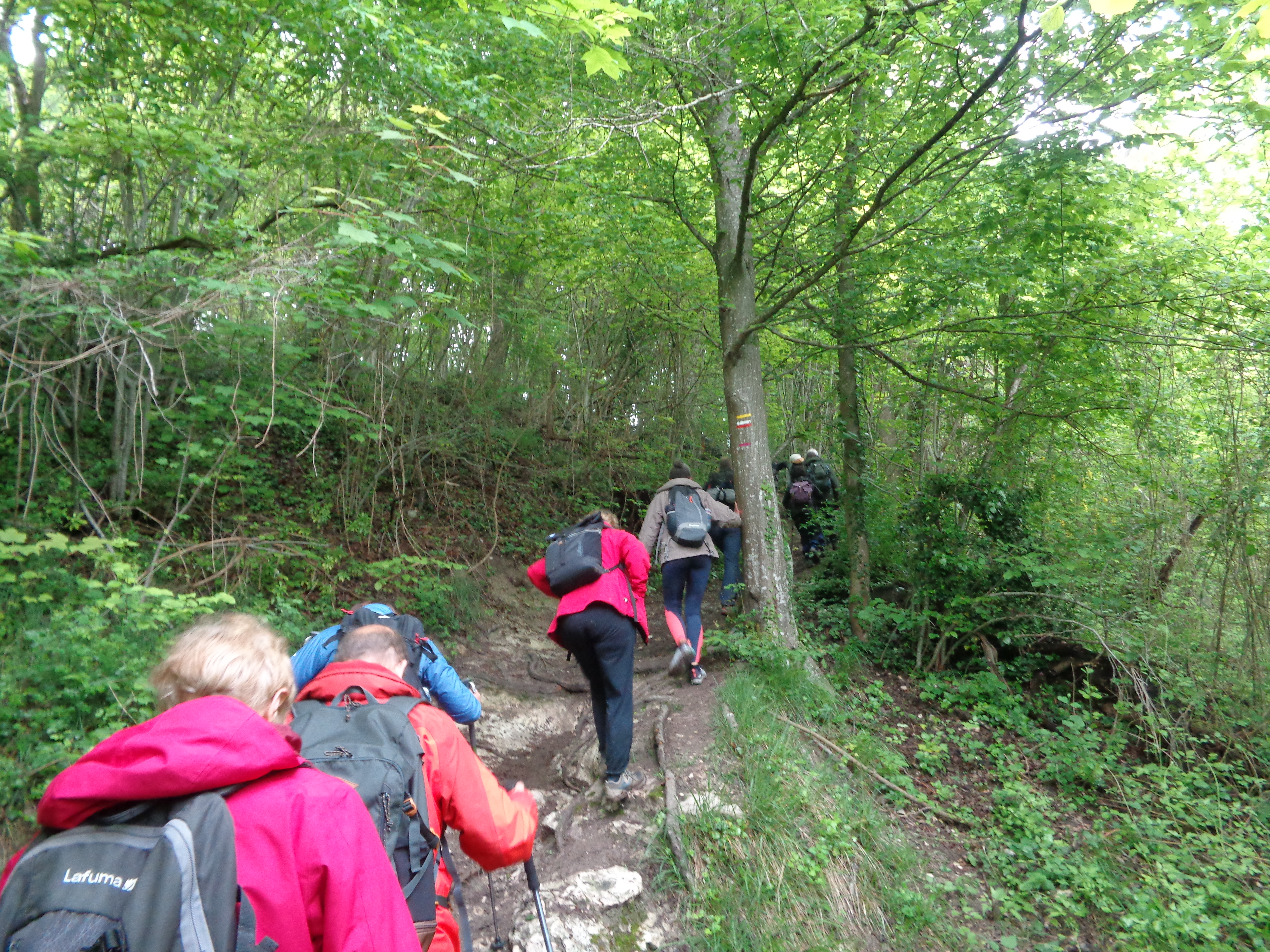
Randonneurs originaires du Val-de-Marne en France suivant l'itinéraire établi par un animateur de leur club : sur cet arbre en Seine-et-Marne, un segment de sentier de petite randonnée (marquage jaune) coïncide avec un sentier de grande randonnée (marquage blanc et rouge).

Les itinéraires de randonnée sont décrits par des organismes à portée locale (réserve naturelle, commune, département, région, etc) comme le Club vosgien pour le massif des Vosges, les plans départementaux en France ou l'Appalachian Mountain Club pour les Appalaches, nationale comme la Fédération française de la randonnée pédestre ou le Club alpin autrichien ou encore internationale comme la Fédération européenne de la randonnée pédestre. À ce titre, ils peuvent être soumis au droit d'auteur.
L'article L 361-1 du code de l'environnement oblige chaque département à établir un plan départemental des itinéraires de promenade et de randonnée (PDIPR),.